# Heinrich Zeininger
Heinrich Zeininger (* 11. März 1867 in Homburg vor der Höhe; † 15. Mai 1939 in Berlin) war ein deutscher Gärtner bzw. Gartenarchitekt und der letzte königlich preußische Hofgartendirektor.

## Leben und Wirken

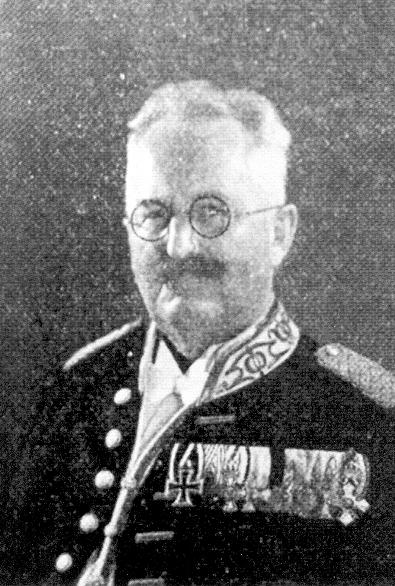
Heinrich Zeininger in Hofuniform, um 1939

Heinrich Zeininger ging in der Handelsgärtnerei seines Vaters Christian Zeininger in die Lehre und bildete sich ab 1884 in England bei Frederick Sander in der Orchideenhandlung Sander & Co. in St Albans weiter. 1886 kehrte er zurück und besuchte bis 1888 die Königliche Gärtnerlehranstalt am Wildpark bei Potsdam, die Ferdinand Jühlke zu der Zeit als Direktor leitete. Nach dem Militärdienst als Einjährig-Freiwilliger 1888–1889 folgten verschiedene Tätigkeiten in städtischen Gartenverwaltungen; von 1889 bis 1890 als zweiter Assistent in Leipzig und 1890 als erster Gehilfe in Hannover sowie von 1891 bis 1894 als Stadtgärtner in Magdeburg. 1893 legte er die Prüfung zum Obergärtner ab. 
Während der anschließenden vierjährigen Mitarbeit im elterlichen Geschäft übernahm Zeininger an der Landwirtschaftlichen Winterschule des Obertaunuskreises vertretungsweise einen Lehrauftrag im Fach Obstbau und erhielt 1898 die Berufung als Garteninspektor in die Plantage der Israelitischen Erziehungsanstalt zu Ahlem bei Hannover. In der von 1902 bis 1905 folgenden Verwendung als Stadtobergärtner in Hannover unterrichtete er nebenamtlich gärtnerisches Fachzeichnen an der dortigen Kunstgewerbe- und Handwerkerschule. 1906 ging Zeininger für zwei Jahre als erster Garteninspektor nach Wiesbaden, wo er unter anderem die Pläne für den 1908–1909 angelegten Südfriedhof ausarbeitete. Nach dem Tod des früh verstorbenen Gartendirektors Julius Trip kehrte er 1908 als dessen Nachfolger nach Hannover zurück.
Drei Jahre später kam die Berufung in die Gartendirektion nach Potsdam, um den Hofgartendirektor Gustav II. Adolph Fintelmann im Amt abzulösen, der am 1. Oktober 1911 aus gesundheitlichen Gründen in den Ruhestand versetzt wurde. Bis zum Ersten Weltkrieg, in dem Zeininger von August 1914 bis Juni 1916 als Freiwilliger diente, entstand in seiner Zeit unter anderem die 1913 anlässlich des 25-jährigen Regierungsjubiläums Kaiser Wilhelms II. fertiggestellte Jubiläumsterrasse unterhalb des Orangerieschlosses. 
Nach dem Krieg und dem Ende der Monarchie erledigte Zeininger ab April 1919 die Aufgaben des Generalintendanten der ehemals königlichen Gartenanlagen und wurde wegen seines sozialen Engagements in den Arbeiter- und Soldatenrat der Gärten gewählt. Dieser Einsatz führte wahrscheinlich zu Spannungen mit konservativen Vorgesetzten im preußischen Finanzministerium beziehungsweise der sofort gebildeten Kronverwaltung, der das beschlagnahmte Privatvermögen der Hohenzollern unterstand, und hatte die Versetzung in den einstweiligen Ruhestand am 1. Juli 1920 zur Folge. Zur gleichen Zeit wurde in Berlin die Gartenintendantur aufgelöst und die Aufsicht über alle ehemaligen königlichen Gärten den Bezirksregierungen übertragen. Zeininger blieb als Beamter vorerst im Gartendirektionsgebäude unterhalb des Schlosses Sanssouci wohnen und führte durch seine Verbindungen nach Hannover kleinere Entwürfe für Privatgärten aus. 1922 erhielt er die Direktorenstelle an der Höheren staatlichen Lehranstalt für Obst- und Gartenbau im schlesischen Proskau und ging 1924 als wissenschaftlicher Hilfsarbeiter an die Preußische Landwirtschaftskammer nach Berlin, wo er bis zu seiner Pensionierung 1932 tätig war.
Heinrich Zeininger starb 1939 in Berlin und fand in seinem Geburtsort Bad Homburg vor der Höhe die letzte Ruhe. 2004 ehrte ihn die Stadt Potsdam in einem Neubaugebiet im Bornstedter Feld mit der Benennung der Heinrich-Zeininger-Straße.

## Mitgliedschaften
- Verein deutscher Gartenkünstler
- Kuratorium der Königlichen Gärtnerlehranstalt in Dahlem, ehemals Königliche Gärtnerlehranstalt am Wildpark bei Potsdam
- Ehrenmitglied im Wiesbadener Gartenbauverein
- Ehrenmitglied im Gärtnerverein der Stadt Hannover
- Ehrenmitglied im Verband deutscher Privatgärtner
- Deutsche Gesellschaft für Gartenkunst
- Parkausschuss für Groß-Berlin

## Schriften
- Gärtner, Titel und Mittel. In: Gartenwelt, 29. Jahrgang 1925.
- Betrachtungen zur Geschichte der Gärtnerlehranstalt. In: Gartenwelt, 29. Jahrgang 1925.
- Gartenfachleute in der Verwaltung. In: Gartenwelt, 29. Jahrgang 1925.
- Das gärtnerische Unterrichtswesen und die Hochschulfrage. In: Gartenwelt, 30. Jahrgang 1926.
- Um die Ausbildung der Gartenarchitekten. In: Die Gartenkunst, 44. Jahrgang 1931.